# Valeriana hornschuchiana
Valeriana hornschuchiana là một loài thực vật có hoa trong họ Kim ngân. Loài này được Walp. miêu tả khoa học đầu tiên..